# Людвик Заменхоф
Лю̀двик Ла̀заж Замѐнхоф (на полски: Ludwik Łazarz Zamenhof; на есперанто: Ludoviko Lazaro Zamenhof), с рождено име Елиезер Леви Заменхоф (на идиш: לײזער לוי זאַמענהאָף/Eliezer Lewi Samenhof), е полски лекар офталмолог, езиковед и полиглот от еврейски произход, създател на международния език есперанто.

## Произход и образование
Людвик Заменхоф е роден на 15 декември 1859 г. в Бялисток (дн. Полша), Руска империя, като първороден син в ортодоксалното многодетно еврейско семейство на Розалия (с родово име Зофер) и Марек Заменхоф. Детството му протича в многонационалния град Бялисток, в който съвместно живеят евреи, поляци, руснаци и немци. От малък Заменхоф смята, че различните езици са пречка за общуването между хората и един общ език би помогнал за това. Това го вдъхновява още на 10-годишна възраст да напише пиеса в 5 действия, наречена „Вавилонска кула“. След като завършва гимназия в родния си град заминава за Варшава. През 1879 г. започва да учи медицина в Москва, но прекъсва следването си през 1881 г., когато след атентата срещу цар Александър II нараства антисемитизмът. Впоследствие продължава обучението си във Варшавския университет, където се дипломира през 1885 г. От 1884 г. практикува в Еврейската болница във Варшава, а след това в частен кабинет. В 1886 г. специализира офталмология във Виена.

## Есперанто
Още през гимназиалните си години Заменхоф създава първата, примитивна версия на свой изкуствен език, наречен „Lingwe Uniwersala“ (1878). В продължение на няколко години създава следващи версии, с които се опитва да отстрани погрешни граматически страни на предните си проекти.
През 1885 г., опирайки се на познанията си върху няколко езика, Заменхоф приключва проекта си за международен език, познат днес като есперанто. След двегодишно търсене на издател, на 26 юли 1887 г. издава учебник по есперанто на руски език. Издаването му става възможно с финансовата помощ на бащата на бъдещата му съпруга – Клара Зилберник. Още през същата година учебникът е издаден на полски, френски, немски и английски език.
Скоро след издаването му към учебника е проявен огромен интерес в целия цивилизован свят, и най-вече в Европа. Започва създаването на клубове от симпатизанти на есперанто и, въпреки първоначалния скептицизъм, появяват се преводи на най-популярните произведения на литературата. По инициативата на Заменхоф се създава международното есперантско движение, а самият автор се отказва от авторските си права върху изкуствения език и го предоставя на света за масово ползване. През 1905 г. във Франция се провежда първият световен конгрес по есперанто, по време на който Людвик Заменхоф е награден с ордена на Почетния легион.

## Философски теории
Освен по проблема за създаване на международен език, Заменхоф се отдава на философски теории за обединяването на хората от различни религии. През 1901 г. издава под псевдонима Homo sum (в превод – аз съм човек) книгата Хилелизмът – разрешаване на еврейския въпрос. В нея Заменхоф развива тезата за сближаване на евреите с изповядващите други религии. Евреите, според Заменхоф, следва да служат всеотдайно на държавата, в която живеят, а юдаизмът и иврит следва да си останат тяхна лична работа. Хилелизмът е бил лошо приет от еврейската общност. През 1906 г. Заменхоф модифицира своите виждания, развивайки като идея Хомаранизма (в превод Хуманитаризъм) – обединения на всички народи чрез общ език и вяра. Той обаче не намира положителен отклик и по тази своя идея.

## Последни години
През 1913 г. Людвик Заменхоф е номиниран за Нобелова награда. Името на Заменхоф носят стотици улици и площади по света, както и два планетоида в Слънчевата система.
Людвик Заменхоф умира на 14 април 1917 г. във Варшава. Погребан е на Еврейското гробище.

## Памет
На доктор Лудвиг Заменхоф е наречена улица в квартал „Сухата река“ в София (Карта).